# Сіоя (Тотіґі)

36°46′39″ пн. ш. 139°51′2″ сх. д. / 36.77750° пн. ш. 139.85056° сх. д.
Сіо́я (яп. 塩谷町, しおやまち, МФА: [ɕi.oja mat͡ɕi̥]) — містечко в Японії, в повіті Сіоя префектури Тотіґі. Станом на 1 жовтня 2008 площа містечка становила 175,99 км². Станом на 1 січня 2009 населення містечка становило 12 887 осіб.